# Ауэрбах, Мартин
Мартин Ауэрбах (венг. Auerbach Martin; род. 3 ноября 2002 года, Татабанья, Венгрия) — венгерский футболист, вратарь клуба «Чаквар».

## Клубная карьера
Мартин Ауэрбах является воспитанником «Академия Пушкаша». За клуб дебютировал в матче против «Хаммарбю». Свой первый матч на ноль Мартин сыграл в матче против «Кишварды».
27 июля 2021 года перешёл в «Чаквар» на правах аренды. За клуб дебютировал в матче против «Диошдьёра». Свой первый матч на ноль Мартин сыграл против «Шиофока». 1 июля 2022 снова перешёл в «Чаквар» на правах аренды.

## Карьера в сборной
За сборную Венгрии до 19 лет сыграл 1 матч против Словакии. На домашнем чемпионате Европы попал в заявку, но на поле не выходил.